# Smårödningstjärnen
Smårödningstjärnen är en sjö i Robertsfors kommun i Västerbotten och ingår i Rickleåns huvudavrinningsområde. Sjön har en area på 0,0294 kvadratkilometer och ligger 110,7 meter över havet.

## Delavrinningsområde
Smårödningstjärnen ingår i det delavrinningsområde (713978-173562) som SMHI kallar för Mynnar i Rickleån. Medelhöjden är 131 meter över havet och ytan är 12,49 kvadratkilometer. Räknas de 2 avrinningsområdena uppströms in blir den ackumulerade arean 39,16 kvadratkilometer. Lugnbäcken som avvattnar avrinningsområdet har biflödesordning 2, vilket innebär att vattnet flödar genom totalt 2 vattendrag innan det når havet efter 32 kilometer. Avrinningsområdet består mestadels av skog (67 procent) och jordbruk (15 procent). Avrinningsområdet har 0,25 kvadratkilometer vattenytor vilket ger det en sjöprocent på 2 procent.